# 清风藤科
清风藤科（学名：Sabiaceae）植物原生于南亚和美洲的热带或暖温带地区。共有三属大约160种，都是木本植物，清风藤属植物一般为藤本，泡花树属和蛇心樹屬则为乔木或灌木。
克朗奎斯特分类法将清风藤科分入毛茛目，有的分类学家将其单独分为清风藤目，也有的分类学家将泡花树属和蛇心树属单独分为一个泡花树科，2003年的APG II分类法根据基因信息，将其列为真双子叶植物分支中的一个地位未定科，未决定其目级分类，直到2016年APG IV分类法才正式将其置于山龙眼目。

## 属
- 泡花树属 Meliosma
- 蛇子果属 Ophiocaryon
- 尾瓣蛇子果属 Phoxanthus
- 清风藤属 Sabia